# Qoʻshni Ulugʻbek
Qoʻshni Ulugʻbek — es una película de comedia uzbeka dirigida por Farhod Mannopovy, una adaptación de Neighbor Ulugbek de Farhod Mannopov. Ulugbek Shodybekov, Farhod Mannopov y Doniyor Vakhobov protagonizan.
La película se rodó en colaboración con directores turcos en Turquía y Uzbekistán. Los directores, que inicialmente anunciaron el rodaje de la serie "Ulugbek", luego informaron a los medios que no tenían los fondos para rodar la serie. La serie fue patrocinada por Ruslan Mirzayev, y Ruslan Mirzayev cambió el nombre de la serie a neighbor Ulugbek.

## Resumen
La trama principal de esta serie es que un niño llamado Ulugbek siempre le pide algo a un vecino, o su madre lo deja por una hora, y todos los eventos que suceden en casa mientras tanto se cubren en forma de comedia. ¡Estas historias están tomadas de la vida real y definitivamente te recordarán tu juventud!

## Sinopsis
En septiembre de 2018, antes del inicio del trabajo en la serie "Vecino Ulugbek" en Taskent, comenzó el trabajo en el guion de la serie "Vecino Ulugbek", dedicado a la discusión de la interpretación ideológica y el guion de la película, y el proceso. También comenzó la selección de actores. Como resultado del intercambio de productores, el nombre de la serie se cambió tres veces.
El rodaje de la serie se confió a la compañía cinematográfica "Sevimli TV". Famosos actores uzbekos y jóvenes artistas protagonizaron la serie.
La atmósfera de esa época revivió en el sitio del 23.º cine de televisión. Durante algún tiempo, el equipo creativo de Ubek recorrerá 15 hectáreas de paisaje. Se inspeccionaron 15 edificios en 45 oficinas y revistas.

## Reparto
- Farxod Mannopov — Qoʻshni

- Ulugʻbek Shodibekov — Ulugʻbek
- Anvar Anorqulov — Jomshid
- Sadoshka — Madina
- Doniyar Vahobov — Shohruh
- Komol Qahorov — boshliq

## Música
La música de la película "Vecino Ulugbek" fue escrita por Anvar Anorkulov. Ingeniero de sonido Anvar Anorkulov. Diseño de sonido por Anvar Anorkulov.
Complejo de postproducción de sonido CineLab Dolby Digital 5.1. El productor general fue Abdukhalikov, Firdavs Fridunovich.